# Lukumí
Das Lukumi ist ein Dialekt des Yoruba, welche von ehemaligen Sklaven aus dem Volk der Yoruba sowie von Anhängern der Religion Santería in Kuba gesprochen wird.
Sie wird inzwischen als eigenständige yoruboide Sprache betrachtet und ist auch als Yoruba und Santeria in diesen Ländern bekannt. Lukumi ist eine liturgische Sprache, welche in Gebeten und Liedern verwendet wird. Das Lukumi wird allerdings zunehmend durch die spanische Sprache verdrängt und gerät dadurch im Zuge der Globalisierung immer mehr in Vergessenheit.